# 伊塔年
伊塔年是巴西巴伊亚州的一个市镇。总面积1445.063平方公里，总人口20349人，人口密度14.1人/平方公里。